# 加藤多佳子
加藤 多佳子（かとう たかこ、1989年10月29日 - ）は、日本の女性フリーアナウンサー、タレント。ニチエンプロダクション所属。

## 経歴
秋田県出身。早稲田大学商学部卒業。所属事務所の先輩である坂木萌子は同じ大学、学部、ゼミの先輩でもある。高校時代は陸上部に入っていた。早稲田大学在学中の2009年に早稲田コレクションに出場（この年のコンテスト優勝者はフジテレビアナウンサーの竹内友佳）。
2010年より2年間、日本テレビイベントコンパニオン27期生として番組や各種イベントのアシスタントなどを経験。同期メンバーには『Oha!4 NEWS LIVE』にアシスタント（旧：JD）としてレギュラー出演していた石田いつか と増井渚、渋佐和佳奈 がいる。また、一期下の28期には、ＮＨＫアナウンサーの赤木野々花などがいる。
2012年4月より1年間、日本テレビ『シューイチ』に「シューイチガールズ」第2期生としてレギュラー出演。
2013年4月より日テレNEWS24（CS）・日本テレビ『Oha!4 NEWS LIVE』にスポーツキャスターとして出演。番組スタッフからは『たかぽ』というニックネームで呼ばれている。
2017年に一般男性と結婚したことをブログで報告。

## 人物
ハロー!プロジェクト（特にモーニング娘。）ファンでもある。
妹がいる。

## 出演番組
- イベコン（日本テレビ、2012年1月 - 3月）[4]
- シューイチ（日本テレビ、2012年4月1日 - 2013年3月31日）
- 高校野球ダイジェスト（テレビ埼玉、2012年）[13] - 福山知沙と共にMCを務める
- Oha!4 NEWS LIVE スポーツキャスター（日テレNEWS24（CS）・日本テレビ、2013年4月1日 -2017年3月31日 ）
- 60TRY部（ラジオ日本、 - 2015年3月20日[15]） - 金曜日担当
- ジャイアンツ プレ&ポストゲームショー（日テレジータス 2015年3月-）アシスタント

### イベント
- モーニング娘。'14 道重さゆみファンクラブイベント（2014年11月10日） - Zepp Tokyoにて開催。第二部のインタビュアーとして出演。